# Babeldaob
Babeldaob (dawniej Babelthuap) – największa wyspa archipelagu Palau i państwa wyspiarskiego o tej samej nazwie. Powierzchnia wyspy, 331 km², stanowi ponad 70% powierzchni całego państwa. Znajduje się na północny wschód od wyspy Koror, z którą jest połączona mostem; na Babelthuap planowana jest budowa głównego szpitala Palau.
Babelthuap, w odróżnieniu od pozostałych wysp archipelagu, jest górzysta. Tu też znajduje się najwyższe wzniesienie Palau, wysoka na 242 metry góra Ngerchelchuus.
Drugi co do liczby zaludnienia stan Palau, Airai, znajduje się na południowym krańcu wyspy. W Airai znajduje się główny port lotniczy Palau, tu także zaczyna się most łączący Babelthuap z wyspą i miastem Koror.
Na Babelthuap mieści się 10 z 16 stanów Palau:
- Aimeliik
- Airai
- Melekeok
- Ngaraard
- Ngarchelong
- Ngardmau
- Ngatpang
- Ngchesar
- Ngeremlengui
- Ngiwal